# Koziołki (wieś)
Koziołki – wieś w Polsce położona w województwie łódzkim, w powiecie brzezińskim, w gminie Dmosin.
Wieś szlachecka Koziełki położona była w drugiej połowie XVI wieku w powiecie rawskim ziemi rawskiej województwa rawskiego. W latach 1975–1998 miejscowość administracyjnie należała do województwa skierniewickiego.